# مطار يامبيو
مطار يامبيو هو مطار يخدم يامبيو في جنوب السودان.